# Стрілковичі
Стрі́лковичі — село в Україні, в Самбірському районі Львівської області. Населення становить 1208 осіб. За переказами, в околицях цього села знаходилися стрільбища, на яких тренували бійців. Звідси і пішла назва села. Два найбільших села поблизу — Ваньовичі та Дубрівка. Орган місцевого самоврядування — Самбірська міська рада.

## Населення

### Мова
Розподіл населення за рідною мовою за даними перепису 2001 року:
| Мова       | Кількість | Відсоток |
| ---------- | --------- | -------- |
| українська | 1130      | 93.54%   |
| польська   | 75        | 6.21%    |
| російська  | 3         | 0.25%    |
| Усього     | 1208      | 100%     |